# إيغور كورمان
إيغور كورمان هو مؤرخ ودبلوماسي وسياسي مولدوفي، ولد في 17 ديسمبر 1969 في Ciulucani ‏ في مولدوفا. نشط حزبياً في الحزب الديمقراطي.

## مناصب
- انتخب ممثل الجمعية البرلمانية لمجلس أوروبا [الإنجليزية]‏ لترشحه ضمن قائمة مولدوفا، (20 أبريل 2015 – 24 يناير 2016).
- انتخب ممثل الجمعية البرلمانية لمجلس أوروبا [الإنجليزية]‏ لترشحه ضمن قائمة مولدوفا، (27 مايو 2011 – 23 يونيو 2013).
- انتخب سفير.
- انتخب عضو برلمان مولدوفا ‏.